# Saison 1 de Vampire Diaries
Chronologie
Saison 2
Cet article présente les vingt-deux épisodes de la première saison de la série télévisée américaine Vampire Diaries (The Vampire Diaries).

## Généralités
Elle présente l'univers de la série et met en place les principales intrigues, centrées sur les frères Salvatore, leur histoire et leur entourage. Elle a pour but de définir les relations entre les différents personnages de l'histoire, tout en développant au fur et à mesure une mythologie fantastique complexe destinée à s'étendre sur plusieurs saisons.

### Synopsis
Elena Gilbert, jeune lycéenne de Mystic Falls, en Virginie, a perdu ses parents lors d'un tragique accident de la route. Depuis la mort de ces derniers, ses journées ne sont que tristesse, et elle n'a pour réconfort que son journal intime. C'est alors que le jour de la rentrée scolaire, elle fait la rencontre d'un nouvel étudiant, Stefan Salvatore, un brun ténébreux aussi mystérieux que solitaire aux étranges capacités, et du frère de celui-ci, Damon, tout aussi spécial. Elena découvre vite qu'ils cachent un terrible secret qui va bouleverser sa vie. En effet, les deux frères sont en réalité des vampires. Si Stefan a pris l'habitude de se nourrir de sang animal, éprouvant de la compassion pour les humains, Damon est quant à lui un vampire cruel et sanguinaire, qui aime à traquer ses victimes avant de les vider de leur sang. Elena finit par percer leur secret et entame une relation amoureuse avec Stefan. Au fur et à mesure des épisodes, Elena se lie d'amitié avec Damon et tente de raviver son humanité. Elle découvre également qu'elle a un sosie vampirique, Katherine Pierce, amante des frères Salvatore par le passé.

## Distribution

### Acteurs principaux
- Nina Dobrev (VF : Caroline Lallau) : Elena Gilbert / Katherina Petrova alias Katherine Pierce
- Paul Wesley (VF : Stéphane Pouplard) : Stefan Salvatore
- Ian Somerhalder (VF : Cédric Dumond) : Damon Salvatore
- Steven R. McQueen (VF : Fabrice Fara) : Jeremy Gilbert
- Sara Canning (VF : Barbara Beretta) : Jenna Sommers
- Katerina Graham (VF : Stéphanie Hédin) : Bonnie Bennett
- Candice Accola (VF : Fily Keita) : Caroline Forbes
- Zach Roerig (VF : Yann Peira)  : Matthew « Matt » Donovan
- Michael Trevino (VF : Maël Davan-Soulas) : Tyler Lockwood

### Crédités comme «Guest Starring»
- Matt Davis (VF : Alexis Victor) : Alaric Saltzman (à partir de l’épisode 9)
- Kayla Ewell (VF : Marie-Eugénie Maréchal) : Victoria « Vicki » Donovan (épisodes 1 à 7)

### Acteurs récurrents
- Marguerite MacIntyre (VF : Emmanuèle Bondeville) : shérif Elizabeth « Liz » Forbes
- Susan Walters (VF : Ariane Deviègue) : Carol Lockwood
- David Anders (VF : Vincent Ropion) : Jonathan « John » Gilbert
- Chris William Martin (VF : Constantin Pappas) : Zach Salvatore
- Chris J. Johnson (en) (VF : Damien Ferrette) : Logan Fell
- Robert Pralgo (VF : Serge Biavan) : maire Richard Lockwood
- Jasmine Guy (VF : Évelyne Grandjean) : Sheila Bennett
- Bianca Lawson (VF : Sylvie Jacob) : Emily Bennett
- Malese Jow (VF : Olivia Luccioni) : Annabelle « Anna »
- Mia Kirshner (VF : Marjorie Frantz) : Isobel Flemming-Saltzman
- James Remar (VF : Patrice Baudrier) : Giuseppe Salvatore
- Kelly Hu (VF : Ivana Coppola) : Pearl
- Melinda Clarke (VF : Julie Dumas) : Kelly Donovan
- Arielle Kebbel (VF : Dorothée Pousséo) : Alexia « Lexi » Branson (épisode 8)

### Invités
- Brandon Quinn (VF : Emmanuel Garijo) : Lee
- Gina Torres (VF : Pascale Vital) : Bree
- Sterling Sulieman : Harper
- Amanda Detmer (VF : Laura Préjean) : Trudie Peterson
- Tiffany Morgan : Samantha Gibbons
- Stephen Martines (en) : Frederick
- Spencer Locke : Amber Bradley
- Benjamin Ayres (VF : Yannick Blivet) : William Tanner
- Sean Faris (VF : Donald Reignoux) : Ben McKittrick
- Dillon Casey (VF : Laurent Orry) : Noah
- Joe Knezevich (VF : Antoine Doignon) : Jonathan Gilbert, l’ancêtre

## Liste des épisodes

### Épisode 1:Mystic Falls
- États-Unis /  Canada : 10 septembre 2009 sur The CW / CTV
- France : 
  - 29 août 2010 sur Canal+ Family
  - 8 janvier 2011 sur TF1
- Québec : 3 septembre 2010 sur V[1]
- Belgique : 7 novembre 2010 sur La Deux
- Suisse : 1er janvier 2011 sur TSR2

- États-Unis : 4,91 millions de téléspectateurs[2] (première diffusion)
- Canada : 1,459 million de téléspectateurs[3] (première diffusion)
- France : 365 000 téléspectateurs

- Chris William Martin (Zach Salvatore)
- Benjamin Ayres (William Tanner)
- Cindy Busby (Brooke Fenton)
- Steve Belford (Darren Malloy)
- Marci T. House (Mrs. Clarke)

### Épisode 2:La Nuit de la comète
- États-Unis /  Canada : 17 septembre 2009 sur The CW / CTV
- France : 
  - 29 août 2010 sur Canal+ Family
  - 8 janvier 2011 sur TF1
- Québec : 10 septembre 2010 sur V
- Belgique : 7 novembre 2010 sur La Deux
- Suisse : 1er janvier 2011 sur TSR2

- États-Unis : 3,78 millions de téléspectateurs[4] (première diffusion)
- Canada : 1,122 million de téléspectateurs[5] (première diffusion)
- France : 400 000 téléspectateurs

- Peyton Lee (l'homme)
- Elizabeth Keener (la fille)
- Chris William Martin (Zach Salvatore)
- Benjamin Ayres (William Tanner)

### Épisode 3:La Fièvre du Vendredi Soir
- États-Unis /  Canada : 24 septembre 2009 sur The CW / CTV
- France : 
  - 29 août 2010 sur Canal+ Family
  - 15 janvier 2011 sur TF1
- Québec : 17 septembre 2010 sur V
- Belgique : 14 novembre 2010 sur La Deux
- Suisse : 8 janvier 2011 sur TSR2

- États-Unis : 3,81 millions de téléspectateurs[6] (première diffusion)
- Canada : moins de 1,14 million de téléspectateurs
- France : 365 000 téléspectateurs

- Benjamin Ayres (William Tanner)
- Chris William Martin (Zach Salvatore)

Après les mauvaises vibrations qu'elle a ressenties en touchant Stefan, Bonnie essaie de mettre en garde Elena, en lui disant qu'elle doit prendre son temps. Bien décidée à la convaincre du contraire, Elena organise un dîner entre elles et Stefan, afin qu'ils apprennent à se connaître.
Tyler, s'énervant de la passivité dont Matt fait preuve devant le couple Elena/Stefan, tente de lui donner une leçon en lui jetant un ballon dessus, mais Stefan le rattrape et ridiculise Tyler en lançant le ballon relativement fort. Elena le convainc d'entrer dans l'équipe de foot américain du lycée.
Lors de la préparation du dîner, Bonnie confie à Elena, son inexplicable obsession pour des chiffres, et explique que c'est son côté médium. Lorsque Elena va ouvrir à Stefan, on se rend compte que Bonnie a raison quant à ses dons de médium. Le repas se déroule dans un silence pesant jusqu'à ce qu'ils parlent des ancêtres sorcières de Bonnie et que Stefan lui dit qu'il trouve cela cool.
Malheureusement, le dîner est interrompu par l'arrivée de Damon et Caroline. Stefan tente de dissuader Elena d'inviter Damon a entrer, mais elle finit par l'invité.
A la fin du dîner, Damon et Stefan se retrouvent seuls et Stefan essaie de culpabiliser son frère en lui expliquant que Caroline n'est pas un objet à sa disposition. Damon s'énerve et lui dit que maintenant qu'il a été invité à entrer par Elena, il pourra venir le lendemain puis le sur lendemain et le jour d'après.
Pendant le match, Tyler provoque Jérémy et les deux en viennent au main, Stefan est blessé mais quand Elena veut voir sa blessure de plus près, il n'y a plus rien. Stefan tente de la convaincre qu'elle a mal vu.
Essayant de montrer à son frère qu'il a encore une partie d'humanité en lui, Stefan énerve Damon qui pour lui prouver qu'il a tort, tue l'entraîneur de l'équipe de foot du lycée.

### Épisode 4:Les Frères Salvatore
- États-Unis : 1er octobre 2009 sur The CW
- France : 
  - 5 septembre 2010 sur Canal+ Family
  - 15 janvier 2011 sur TF1
- Québec : 24 septembre 2010 sur V
- Belgique : 14 novembre 2010 sur La Deux
- Suisse : 8 janvier 2011 sur TSR2

- États-Unis : 3,53 millions de téléspectateurs[7] (première diffusion)
- France : 441 000 téléspectateurs

- Chris William Martin (Zach Salvatore)
- Marguerite MacIntyre (Shérif Elizabeth Forbes)
- Robert Pralgo (Richard Lockwood)
- Susan Walters (Carol Lockwood)
- Chris Johnson (Logan Fell)
- Leland L. Jones (Pasteur Bill)

Elena demande à Stefan d'aller avec elle à la fête annuelle des Fondateurs, organisée par le maire Lockwood et son épouse. Quant à Damon, il oblige Caroline à l'y emmener en usant de son pouvoir d'hypnose. Alors que Stefan cherche un plan pour empêcher Damon de faire un carnage dans la ville, Zach lui montre qu'il a conservé, à la cave, un plan hors sol de veine de Vénus, plante qui neutralise le pouvoir des vampires. Il en donne une fiole à Stefan afin qu'il la fasse ingérer à son frère, mais le plan échoue une première fois. Stefan emporte donc une seconde fiole à la fête des Fondateurs. 
Lors de la fête, lorsqu'elle jette un œil aux invités de la toute première fête, Elena est surprise d'y découvrir les noms de Stefan et Damon Salvatore. Damon lui affirme alors que ce sont les "tout premiers frères de la lignée". Pendant que Caroline danse avec Stefan, Damon s'excuse pour avoir été un goujat avec Elena et en profite pour lui raconter l'histoire de la famille Salvatore. Il indique que l'histoire se répète constamment et qu'ils sont en rivalité permanente à cause d'une femme. Elena comprend immédiatement qu'il s'agit de Catherine, mais Stefan refuse d'en parler et Elena finit par se fâcher qu'il lui fasse tant de cachoteries. 
Pendant ce temps, Tyler accepte d'emmener Vicky à la réception, mais il fait des pieds et des mains pour que ses parents ne les voient pas ensemble. Vicky comprend alors qu'il a honte d'elle car ils ne sont pas du même milieu social. Alors que Madame Lockwood arrive, elle prend la fuite et va sonner chez les Gilbert, où Jeremy était resté seul, et se jette dans ses bras par déception. 
Bonnie, quant à elle, s'aperçoit qu'elle commence à avoir des pouvoirs : elle arrive à allumer les bougies par la pensée. 
Logan, le journaliste, tente de se rapprocher à nouveau de Jenna, qu'il avait fait souffrir dans le passé, à tel point qu'elle avait fui la ville à cause de lui. Il parvient peu à peu à la faire craquer à grand renfort de procédés séducteurs. 
Damon retrouve Caroline à la fin de la fête et tente de la tuer car il s'est lassé d'elle. Immédiatement après l'avoir mordue, il s'écroule, perclus de douleur. Stefan avait mis de la veine de Vénus dans le verre de Caroline car il savait que Damon allait la mordre tôt ou tard. Damon est enfermé dans un cachot à la cave du manoir Salavatore, et Caroline s'en sort de justesse, mais avec des bribes de souvenirs qui ont disparu. 

### Épisode 5:Qui es-tu?
- États-Unis : 8 octobre 2009 sur The CW
- France : 
  - 5 septembre 2010 sur Canal+ Family
  - 22 janvier 2011 sur TF1
- Québec : 1er octobre 2010 sur V
- Belgique : 21 novembre 2010 sur La Deux
- Suisse : 15 janvier 2011 sur TSR2

- États-Unis : 3,52 millions de téléspectateurs[8] (première diffusion)
- France : 441 000 téléspectateurs

- Desmond Phillips (Tony)
- Amber Wallace (Summer)
- Javier Carrasquillo (Jared)
- Jackson Walker (Franklin Fell)
- Bob Banks (le vieil homme)
- Brandi Coleman (Tiki)
- Jasmine Guy (Sheila Bennett)
- Marguerite MacIntyre (Shérif Elizabeth Forbes)
- Chris Johnson (Logan Fell)
- Chris William Martin (Zach Salvatore)

Trois jours se sont écoulés depuis la fête des Fondateurs. Elena est lassée de n'avoir aucune nouvelle de Stephen et décide qu'elle n'a pas besoin de lui. Pendant ce temps, Stephen surveille Damon, qui est enfermé dans un cachot, affaibli par la veine de Vénus et affamé mais qui a encore plus d'un tour dans son sac. Il décide de sortir pour reprendre sa vie normale mais Elena n'a pas envie de lui adresser la parole. Il lui propose un RDV au bar après les cours pour tout lui expliquer, mais lors de la conversation, ils sont interrompus par un étrange vieillard, qui affirme reconnaître Stephen et qui lui dit "vous n'avez pas pris une ride". Ces paroles troublent Elena, qui prend la fuite. 
Un peu plus tard, Jeremy vient voir sa sœur qui, enfermée dans sa chambre, a le cafard. Il lui a organisé une surprise et lorsqu'elle descend les escaliers pour dîner, elle trouve Stephen en train de faire la cuisine. Il lui dévoile alors peu à peu sa vie, ses goûts artistiques, musicaux et littéraires. Elena est conquise ; hélas, elle se blesse avec un couteau en aidant Stephen à cuisiner. Le vampire a alors grand peine à se contenir, mais Elena le voit changer de visage dans le reflet du placard vitré. Sur le moment, elle croit à une hallucination. 
Carolyn, remise de la disparition de Damon, organise un "lavage de voiture sexy" à but caritatif. Alors qu'elle s'absente pour aller chercher des serviettes, elle entend une voix lointaine qui l'appelle. C'est Damon qui, du fond de son cachot, a encore une emprise sur elle. Sous hypnose, elle se rend au manoir Salvatore, trouve le cachot, ouvre la porte mais est sauvée de justesse par Zach qui, lui, y laisse la vie. Damon s'enfuit, mais ne peut pas sortir la nuit car Stephen lui a confisqué sa bague... 
Jeremy et Vicky se disputent car Vicky traîne avec un groupe de junkies et qu'elle a volé les antidépresseurs que prenait Elena au moment de la mort de ses parents. Jeremy est très mécontent et Vicky lui rappelle qu'ils ne sont pas du même monde et que sa vie à elle est avec les marginaux. Le jeune homme finit par s'en aller. Le soir arrive. Complètement défoncée, Vicky se rend à la voiture pour aller chercher du ravitaillement mais se fait attaquer par Damon. 

### Épisode 6:Origines
- États-Unis : 15 octobre 2009 sur The CW
- France : 
  - 5 septembre 2010 sur Canal+ Family
  - 22 janvier 2011 sur TF1
- Québec : 8 octobre 2010 sur V
- Belgique : 21 novembre 2010 sur La Deux
- Suisse : 15 janvier 2011 sur TSR2

- États-Unis : 3,88 millions de téléspectateurs[9] (première diffusion)
- France : 441 000 téléspectateurs

- Robert Pralgo (Richard Lockwood)
- Desmond Phillips (Tony)
- Amber Wallace (Summer)
- Javier Carrasquillo (Jared)
- Jasmine Burke (Emily Bennett)
- Chris Johnson (Logan Fell)
- Marguerite MacIntyre (Shérif Elizabeth Forbes)

Mis au pied du mur, Stefan se voit obligé d'avouer à Elena que Damon et lui sont des vampires. Il l'emmène sur les ruines de son ancienne maison et lui raconte sa rencontre avec Katherine en 1864. Lorsqu'il l'a vue, il est immédiatement tombé sous son charme mais Damon est également tombé fou amoureux d'elle. Katherine a joué avec les deux frères, les manipulant à sa guise et passant de l'un à l'autre au gré de ses envies. Au fil de l'histoire, Elena comprend que Katherine était un vampire et qu'elle a mordu et transformé Stefan afin que leur trio soit lié à jamais. 
Pendant ce temps, dans la forêt, Damon, qui a tué et brûlé tous les amis junkies de Vicky pour étancher sa soif de sang, s'aperçoit que Vicky est toujours vivante et l'amène au manoir Salvatore pour s'amuser un peu avec elle. Comme il s'ennuie, il décide de la transformer, il lui fait donc boire un peu de son propre sang et l'envoie ensuite rejoindre Jeremy à la maison d’Elena, en sachant pertinemment qu'elle doit boire du sang humain pour achever sa transformation. 
Stefan retrouve Vicki dans les bois et tente de l'aider car elle est complètement perturbée par sa mutation. Tout à coup, Logan surgit et lui tire une balle en bois dans le torse. Il se jette sur lui, prêt à le tuer avec un pieu, mais Damon intervient et tue Logan. Vicky se nourrit du sang de Logan et achève sa transformation. 

### Épisode 7:Soif de Sang
- États-Unis : 29 octobre 2009 sur The CW
- France : 
  - 12 septembre 2010 sur Canal+ Family
  - 29 janvier 2011 sur TF1
- Québec : 15 octobre 2010 sur V
- Belgique : 28 novembre 2010 sur La Deux
- Suisse : 22 janvier 2011 sur TSR2

- États-Unis : 4,18 millions de téléspectateurs[10] (première diffusion)
- France : 400 000 téléspectateurs

- Jasmine Guy (Sheila Bennett)
- Robert Pralgo (Richard Lockwood)
- Susan Walters (Carol Lockwood)

Le comportement de Vicki devient de plus en plus dangereux à cause de sa transformation en vampire, Stefan essaie de l'aider.
Caroline montre à Bonnie un collier qu'elle a pris à Damon et lui dit qu'elle va le porter avec son costume d'Halloween, mais quand Damon essaie de le reprendre, il est surpris par les pouvoirs de Bonnie.

### Épisode 8:162 Bougies
- États-Unis : 5 novembre 2009 sur The CW
- France : 
  - 12 septembre 2010 sur Canal+ Family
  - 29 janvier 2011 sur TF1
- Québec : 22 octobre 2010 sur V
- Belgique : 28 novembre 2010 sur La Deux
- Suisse : 22 janvier 2011 sur TSR2

- États-Unis : 4,09 millions de téléspectateurs[11] (première diffusion)
- France : 400 000 téléspectateurs

- Jasmine Guy (Sheila Bennett)
- Arielle Kebbel (Lexi Branson)
- Bianca Lawson (Emily Bennett)
- Marguerite MacIntyre (Shérif Elizabeth Forbes)

Pour fêter les 162 ans de Stefan, Lexi, une amie, vient lui rendre visite.

### Épisode 9:Le Cristal de la discorde
- États-Unis : 12 novembre 2009 sur The CW
- France : 
  - 19 septembre 2010 sur Canal+ Family
  - 5 février 2011 sur TF1
- Québec : 29 octobre 2010 sur V
- Belgique : 5 décembre 2010 sur La Deux
- Suisse : 29 janvier 2011 sur TSR2

- États-Unis : 4,10 millions de téléspectateurs[12] (première diffusion)
- France : 400 000 téléspectateurs

- Bianca Lawson (Emily Bennett)
- Chris Johnson (Logan Fell)
- Maria Howell (Mrs. Halpern)

Bonnie tente de se débarrasser du médaillon qui lui donne des visions de son ancêtre.
Quant à Stefan, il annonce à Elena qu'il va quitter la ville.

### Épisode 10:Le Point de non retour
- États-Unis : 19 novembre 2009 sur The CW
- France : 
  - 19 septembre 2010 sur Canal+ Family
  - 5 février 2011 sur TF1
- Québec : 5 novembre 2010 sur V
- Belgique : 5 décembre 2010 sur La Deux
- Suisse : 29 janvier 2011 sur TSR2

- États-Unis : 3,57 millions de téléspectateurs[13] (première diffusion)
- France : 307 000 téléspectateurs

- Chris Johnson (Logan Fell)
- Marguerite MacIntyre (Shérif Elizabeth Forbes)
- Robert Pralgo (Richard Lockwood)
- Melissa Ponzio (Daphné)

Logan est de retour en vampire : il a été transformé, mais on ne sait pas par qui. Il veut absolument savoir comment les deux frères parviennent à sortir en plein jour et à être exposés au soleil, il capture donc Damon et le torture avec des balles en bois.

### Épisode 11:Temps mort
- États-Unis : 21 janvier 2010 sur The CW
- France : 
  - 26 septembre 2010 sur Canal+ Family
  - 12 février 2011 sur TF1
- Québec : 12 novembre 2010 sur V
- Belgique : 12 décembre 2010 sur La Deux
- Suisse : 5 février 2011 sur TSR2

- États-Unis : 3,68 millions de téléspectateurs[14] (première diffusion)
- France : 307 000 téléspectateurs

- Jasmine Guy (Sheila Bennett)
- Mia Kirshner (Isobel Flemming)
- Malese Jow (Anna)
- Gina Torres (Bree)
- Brandon Quinn (Lee)

Damon arrive à faire fuir le vampire et amène Elena dans sa voiture. Tous deux se rendent en Géorgie pour rencontrer Bree, une sorcière et ancienne petite amie de Damon, espérant qu'elle puisse l’aider à ouvrir le tombeau pour libérer Katherine. Bree appelle l’amoureux de Lexi (qui était son amie), qui veut se venger de Damon.
Stefan va voir la grand-mère de Bonnie dans une tentative pour aider Bonnie à se réconcilier avec son nouveau pouvoir. 
Jeremy rencontre Anna, qui connaît le vrai passé de Mystic Falls.

### Épisode 12:Une petite ville pas si tranquille
- États-Unis : 28 janvier 2010 sur The CW
- France : 
  - 26 septembre 2010 sur Canal+ Family
  - 12 février 2011 sur TF1
- Québec : 19 novembre 2010 sur V
- Belgique : 12 décembre 2010 sur La Deux
- Suisse : 5 février 2011 sur TSR2

- États-Unis : 3,72 millions de téléspectateurs[15] (première diffusion)
- France : 307 000 téléspectateurs

- Dillon Casey (Noah)
- Malese Jow (Anna)
- Sean Faris (Ben Mckittrick)

Stefan cherche la personne qui a attaqué Elena lors de son accident. Il est d'autant plus inquiet pour elle du fait que Jeremy, son frère, l'a accidentellement invité à entrer chez eux.

### Épisode 13:La Première Trahison
- États-Unis : 4 février 2010 sur The CW
- France : 
  - 3 octobre 2010 sur Canal+ Family
  - 19 février 2011 sur TF1
- Québec : 26 novembre 2010 sur V
- Belgique : 19 décembre 2010 sur La Deux
- Suisse : 12 février 2011 sur TSR2

- États-Unis : 3,99 millions de téléspectateurs[16] (première diffusion)
- France : 434 000 téléspectateurs

- James Remar (Giuseppe Salvatore)
- Kelly Hu (Pearl)
- Sean Faris (Ben McKittrick)
- Malese Jow (Anna)
- Bianca Lawson (Emily Bennett)
- Ric Reitz (Benjamin Lockwood)
- Joe Knezevich (Jonathan Gilbert)
- Phillip DeVona (Shérif William Forbes)

Damon s'allie à Stefan et Elena dans le but de trouver le journal qui conduit au grimoire. Mais d'autres personnes, surgissant du passé, tentent elles aussi de mettre la main sur le journal.

### Épisode 14:Pour Katherine
- États-Unis : 11 février 2010 sur The CW
- France : 
  - 3 octobre 2010 sur Canal+ Family
  - 19 février 2011 sur TF1
- Québec : 3 décembre 2010 sur V[17]
- Belgique : 19 décembre 2010 sur La Deux
- Suisse : 12 février 2011 sur TSR2

- États-Unis : 3,51 millions de téléspectateurs[18] (première diffusion)
- France : 434 000 téléspectateurs

- Jasmine Guy (Sheila Bennett)
- Malese Jow (Anna)
- Kelly Hu (Pearl)
- Sean Faris (Ben McKittrick)
- Sterling Sulieman (Harper)
- Justin Smith (Duke)

Elena est désormais captive de Ben et d'Anna, mais elle va très vite s'apercevoir qu'elle n'est pas seule : Bonnie a également été kidnappée par le couple de vampires. Les deux filles vont alors comprendre que, si elles ont été enlevées, c'est certainement à cause du livre de sorts d'Emily (l'ancêtre de Bonnie) qu'Anna et Ben recherchent activement. Car avec ce livre, ils auraient la possibilité d'ouvrir la tombe dans laquelle sont enfermés de nombreux vampires, dont Katherine. Mais pour ouvrir l'endroit, Elena sait également qu'ils vont avoir besoin d'une sorcière, en l'occurrence Bonnie. Anna va alors révéler à Elena que sa mère, Pearl, est prisonnière de ce tombeau. De son côté, Damon cherche également à retrouver Bonnie, pour les mêmes raisons qu'Anna et Ben.
Un peu plus tard, Anna retrouve Jeremy qui l'invite à un rencard le soir même. Le jeune frère d'Elena ne se doute évidemment pas de ce qui se passe, et Anna va accepter la proposition. En parallèle, Caroline cherche Matt pour s'assurer qu'ils sont bien sur la même longueur d'onde en ce qui concerne leur relation naissante.
Alors qu'Anna est absente, Stefan parvient à libérer Elena et Bonnie. S'il a retrouvé leur trace, c'est grâce à la grand-mère de Bonnie qui est parvenue à les localiser à l'aide d'un sort. Pour arranger la situation, Elena propose son aide à Damon pour libérer Katherine de la tombe.
Le soir même, les frères Salvatore, Elena, Bonnie et sa grand-mère s'activent donc près du tombeau, tandis qu'Anna annonce à Jeremy qu'elle s'apprête à quitter la ville. Mais alors que Jeremy s'aperçoit de changements sur le visage d'Anna, Ben le frappe par derrière, et les deux vampires décident de le kidnapper à son tour.
Le sortilège de Bonnie et sa grand-mère fonctionne, laissant Damon, Elena et Anna pénétrer à l'intérieur du tombeau. Stefan, lui, parvient à tuer Ben. À son arrivée devant l'entrée du caveau, la grand-mère de Bonnie lui apprend que seule Elena pourra sortir du lieu. De ce fait, Anna et Damon y resteront coincés. Mais Stefan n'hésite pas un seul instant à se jeter à l'intérieur quand il comprend qu'Elena est en danger. Mais finalement, les sorcières parviennent à les laisser sortir. Damon est quant à lui scié de ne pas y avoir trouvé Katherine. Anna et sa mère Pearl lui révèlent qu'elle n'y était en fait pas enfermée.

### Épisode 15:Toutes les vérités
- États-Unis : 25 mars 2010 sur The CW
- France : 
  - 10 octobre 2010 sur Canal+ Family
  - 26 février 2011 sur TF1
- Belgique : 26 décembre 2010 sur La Deux
- Suisse : 19 février 2011 sur TSR2
- Québec : 11 septembre 2011 sur V[19]

- États-Unis : 3,33 millions de téléspectateurs[20] (première diffusion)
- France : 434 000 téléspectateurs

- Melinda Clarke (Kelly Donovan)
- Susan Walters (Carol Lockwood)
- Mia Kirshner (Isobel Flemming)
- Amanda Detmer (Trudie Peterson)
- Kelly Hu (Pearl)
- Marguerite MacIntyre (Shérif Elizabeth Forbes)
- Malese Jow (Anna)
- Mike Kalinowski (Hiker)
- Jeni Perillo (Bethanne)
- Michael Showers (l'homme)

Tante Jenna a enquêté sur les parents biologiques d'Elena et se décide à lui révéler les informations qu'elle a pu dénicher. Elle a en effet découvert que sa véritable mère s'appelait Isobel Flemming. Et qu'elle aurait peut-être, en plus, un rapport avec l'ancienne femme d'Alaric Saltzman. Stefan propose alors à Elena de l'accompagner pour partir à la rencontre de Trudie, une amie d'Isobel qui pourrait lui donner de plus amples renseignements. Mais quand il interrogea Damon sur Isobel (car c'est lui qui l'a tuée), son frère ne fera aucun commentaire.
Matt et Caroline passent à la vitesse supérieure dans leur relation et sont surpris par Kelly, la mère du garçon, qui va très vite faire comprendre à Caroline qu'elle ne la porte pas dans son cœur. Jenna, quant à elle, entame une amourette avec Alaric. Elle en profite pour le questionner à son tour sur Isobel. Mais il lui confirme que son ancienne épouse n'a jamais eu d'enfant. Il devra vite se raviser en découvrant la photo d'Isobel que lui offre à voir Jenna : Isobel a donc bien eu un enfant sans qu'il ne soit au courant, et la mère d'Elena se trouve donc bien être l'ancienne compagne d'Alaric. Coïncidence ! La nouvelle semble bouleverser le prof d'histoire.
Elena, finalement, décide de se rendre seule chez Trudie. Mais cette dernière dit ne pas avoir eu de nouvelles de la part d'Isobel depuis près de 17 ans, et ne pas connaître le vrai père d'Elena. En toute discrétion, Trudie envoie alors un texto à l'un de ses contacts en lui écrivant : Elle est ici. Et quand Trudie voudra servir un thé à la verveine à Elena, la jeune femme comprendra que Trudie en sait bien plus que ce qu'elle ne veut en dire... Mais quelques instants après, et alors qu'Elena est déjà loin, Trudie est assassinée par un inconnu.
En flash-back, Alaric revit une nuit dans laquelle Isobel lui faisait part de son intérêt pour les vampires. Au Mystic Grill, la shérif retrouve Damon et l'invite à venir participer à une soirée de célibataires. En échange, Damon lui demande de se renseigner sur Alaric. De retour à Mystic Falls, Elena apprend de la bouche de Stefan que sa mère était bien la femme d'Alaric et qu'elle aurait été tuée par un vampire. Damon, lui, refuse de reconnaître ce meurtre. Mais lors de la soirée, et grâce aux informations récoltées par la shérif, il semble commencer à se souvenir d'Isobel, et va même aller jusqu'à narguer Alaric. Il n'en faudra pas plus à Elena pour comprendre que Damon a tué sa mère. Un peu plus tard, l'homme qui a tué Trudie interpelle Elena en lui demandant de mettre fin à ses recherches.

### Épisode 16:Conflit de voisinage
- États-Unis : 1er avril 2010 sur The CW
- France : 
  - 10 octobre 2010 sur Canal+ Family
  - 26 février 2011 sur TF1
- Belgique : 26 décembre 2010 sur La Deux
- Suisse : 19 février 2011 sur TSR2
- Québec : 18 septembre 2011 sur V

- États-Unis : 2,80 millions de téléspectateurs[21] (première diffusion)
- France : 315 000 téléspectateurs

- Melinda Clarke (Kelly Donovan)
- Malese Jow (Anna)
- Kelly Hu (Pearl)
- Sterling Sulieman (Harper)
- Stephen Martines (Frederick)
- Tiffany Morgan (Samantha Gibbons)
- Jeni Perillo (Bethanne)

Lorsqu'elle rend visite à Damon, Anna amène une personne surprenante avec elle.

### Épisode 17:L’Alliance temporaire
- États-Unis : 8 avril 2010 sur The CW
- France : 
  - 15 octobre 2010 sur Canal+ Family
  - 5 mars 2011 sur TF1
- Belgique : 2 janvier 2011 sur La Deux
- Suisse : 26 février 2011 sur TSR2
- Québec : 25 septembre 2011 sur V

- États-Unis : 3,48 millions de téléspectateurs[22] (première diffusion)
- France : 315 000 téléspectateurs

- Melinda Clarke (Kelly Donovan)
- Robert Pralgo (Richard Lockwood)
- Tiffany Morgan (Samantha Gibbons)
- Brian Ames (Billy)
- Stephen Martines (Frederick)
- Malese Jow (Anna)
- Marguerite MacIntyre (Shérif Elizabeth Forbes)
- Kelly Hu (Pearl)

Quand Stefan et Damon se font un nouvel ennemi dangereux, Stefan se retrouve soudainement dans une situation périlleuse.

### Épisode 18:Sous contrôle
- États-Unis : 15 avril 2010 sur The CW
- France : 
  - 17 octobre 2010 sur Canal+ Family
  - 5 mars 2011 sur TF1
- Belgique : 2 janvier 2011 sur La Deux
- Suisse : 26 février 2011 sur TSR2
- Québec : 4 octobre 2011 sur V

- États-Unis : 3,15 millions de téléspectateurs[23] (première diffusion)
- France : 315 000 téléspectateurs

- Melinda Clarke (Kelly Donovan)
- David Anders (Jonathan "John" Gilbert)
- Marguerite MacIntyre (Shérif Elizabeth Forbes)
- Robert Pralgo (Richard Lockwood)
- Justin Smith (Duke)

Elena et Jeremy sont étonnés par la visite de leur oncle, John Gilbert.
À l'occasion du Jour des Fondateurs, Stefan se comporte bizarrement et la tentative de Damon de découvrir pourquoi John est retourné en ville prend une vilaine tournure.

### Épisode 19:L’Élection
- États-Unis : 22 avril 2010 sur The CW
- France : 
  - 19 octobre 2010 sur Canal+ Family
  - 12 mars 2011 sur TF1
- Belgique : 9 janvier 2011 sur La Deux
- Suisse : 5 mars 2011 sur TSR2
- Québec : 11 octobre 2011 sur V

- États-Unis : 3,33 millions de téléspectateurs[24] (première diffusion)
- France : 203 000 téléspectateurs

- Malese Jow (Anna)
- Kelly Hu (Pearl)
- Marguerite MacIntyre (Shérif Elizabeth Forbes)
- Robert Pralgo (Richard Lockwood)
- Susan Walters (Carol Lockwood)
- Autumn Dial (Tina Fell)
- Stepheny Brock (Blair Fell)
- Spencer Locke (Amber Bradley)
- David Anders (Jonathan "John" Gilbert)

Lors du gala du Jour des Fondateurs, Elena et Caroline rivalisent pour le titre de « Miss Mystic Falls » contre d'autres filles de la ville. Elena est heureuse de voir Bonnie de retour en ville, mais celle-ci s'éloigne d'elle et plus particulièrement de Stefan.
John Gilbert essaie d'intimider Damon, mais son plan n'a pas l'effet désiré.

### Épisode 20:Frères de sang
- États-Unis : 29 avril 2010 sur The CW
- France : 
  - 20 octobre 2010 sur Canal+ Family
  - 12 mars 2011 sur TF1
- Belgique : 9 janvier 2011 sur La Deux
- Suisse : 5 mars 2011 sur TSR2
- Québec : 18 octobre 2011 sur V

- États-Unis : 3,39 millions de téléspectateurs[25] (première diffusion)
- France : 203 000 téléspectateurs

- James Remar (Giuseppe Salvatore)
- Mia Kirshner (Isobel Flemming)
- David Anders (Jonathan "John" Gilbert)
- Malese Jow (Anna)
- Kelly Hu (Pearl)
- Bianca Lawson (Emily Bennett)
- Sterling Sulieman (Harper)
- Evan Gamble (Henry)
- Joe Knezevich (Jonathan Gilbert)

Enfermé dans la cave, Stefan refuse obstinément de se nourrir et lutte contre ses démons intérieurs. Refusant tout d'abord de voir Elena, il lui explique ensuite la façon dont lui et Damon sont devenus vampires : lors de la bataille de Willow Creek, leur père Giuseppe, qui était à la poursuite des vampires avec les autres fondateurs, s'est aperçu que les deux frères tentaient de libérer Katherine et les a volontairement abattus d'une balle dans le cœur. Plus tard, Damon révèle à Elena la suite de l'histoire : croyant que Katherine avait péri dans l'incendie de l'église, il a d'abord voulu se laisser mourir et ne pas achever sa mutation. De son côté, Stefan est allé rendre visite à leur père, s'est battu avec lui, l'a tué et s'est nourri de son sang. Ayant découvert les formidables pouvoirs des vampires, il a voulu en faire profiter son frère et faire en sorte qu'ils ne soient jamais séparés. Il l'a donc fortement incité à achever lui aussi sa mutation. Damon a cédé, mais s'est juré de faire payer éternellement à son frère cette immortalité qu'il ne voulait pas sans Katherine à ses côtés. 
Damon et Alaric s'allient pour tenter d'obtenir plus d'informations sur John Gilbert et retrouver la trace d'Isobel. Leur enquête les mène à une maison hors de la ville, mais ils n'y trouvent qu'un vampire sorti de la crypte, qui travaille pour John Gilbert. Ils le tuent et Alaric prend conscience que sa quête pour retrouver Isobel est vaine. 
Elena s'aperçoit que Stefan a quitté le cachot où il était enfermé, mais n'a pas emporté sa chevalière avec lui. Elle le retrouve près des chutes, attendant le lever du soleil et la mort qui s'ensuivrait. Il est un vampire au cœur pur et toutes ses mauvaises actions lui pèsent sur la conscience. Telle est sa malédiction et il n'arrive plus à vivre avec. Mais Elena arrive à le convaincre de ne pas abandonner et de continuer à lutter. 
Anna s'est inscrite au lycée pour pouvoir passer plus de temps avec Jeremy. Cependant, alors qu'elle rentre chez elle, elle trouve sa mère en train de faire sa valise. En effet, après une discussion avec John Gilbert, Pearl a réalisé que cet homme était dangereux et ne les laisserait pas vivre en paix. Anna est alors confrontée à un dilemme : suivre sa mère ou rester avec le garçon qu'elle aime. Elle choisit finalement de rester avec Pearl et file faire ses adieux à Jeremy. Hélas, pendant ce temps, Pearl se fait tuer par un pieu en plein cœur alors qu'elle était sur le point de quitter a ville. John Guilbert, qui est à l'origine de ce meurtre, appelle alors le Conseil pour révéler des informations à propos des vampires. 

### Épisode 21:Isobel
- États-Unis : 6 mai 2010 sur The CW
- France : 
  - 21 octobre 2010 sur Canal+ Family
  - 19 mars 2011 sur TF1
- Belgique : 16 janvier 2011 sur La Deux
- Suisse : 12 mars 2011 sur TSR2
- Québec : 25 octobre 2011 sur V

- États-Unis : 3,31 millions de téléspectateurs[26] (première diffusion)
- France : 291 000 téléspectateurs

- Mia Kirshner (Isobel Flemming)
- Malese Jow (Anna)
- David Anders (Jonathan "John" Gilbert)
- Jena Sims (Cherie)
- Michael Roark (Franck)

Isobel est de retour en ville et son attitude surprend Alaric, elle lui demande d'arranger une rencontre avec Elena. Quand la mère et la fille finalement se rencontrent, Isobel refuse de répondre à la plupart des questions d'Elena, mais révèle qu'elle n'arrêtera pas de chercher la mystérieuse invention que Jonathan Gilbert avait trouvée.

### Épisode 22:Le Jour des Fondateurs
- États-Unis : 13 mai 2010 sur The CW
- France : 
  - 22 octobre 2010 sur Canal+ Family
  - 19 mars 2011 sur TF1
- Belgique : 16 janvier 2011 sur La Deux
- Suisse : 12 mars 2011 sur TSR2
- Québec : 1er novembre 2011 sur V[27]

- États-Unis : 3,47 millions de téléspectateurs[28] (première diffusion)
- France : 291 000 téléspectateurs

- Malese Jow (Anna)
- Marguerite MacIntyre (Sheriff Elizabeth Forbes)
- Mike Erwin (Charlie)
- Robert Pralgo (Richard Lockwood)
- Susan Walters (Carol Lockwood)
- David Anders (Jonathan "John" Gilbert)

C'est jour de fête à Mystic Falls et tout le monde s'active à préparer la Journée des Fondateurs. Caroline, Matt, Elena, Stefan, Jeremy et Tyler participent au défilé sur les chars préparés par les élèves du lycée. Cette journée est aussi l'occasion pour Stefan de mettre les points sur les I avec son frère : il ne veut pas que l'histoire se répète et qu'ils se battent à nouveau pour la même femme. Stefan révèle aussi à Elena que John Gilbert est son véritable géniteur.  
Jeremy refuse toujours de parler à sa sœur. Anna souhaite quitter la ville car elle n'y a plus aucune attache. Elle propose à Jeremy de le transformer afin qu'il la suive, mais il refuse car il ne se sent pas prêt. Elle lui donne néanmoins une fiole contenant son sang au cas où il change d'avis et lui dit que s'il l'ingère et qu'il meurt, il reviendra. 
Lors du défilé, Damon remercie Bonnie car il croit qu'elle a désactivé l'invention. Il lui dit qu'il a une dette envers elle. Pendant ce temps, John Gilbert échafaude un plan avec le maire Lockwood : pendant les festivités, il va utiliser l'invention de son ancêtre pour identifier les vampires et les capturer, mais le processus ne fonctionnera que quelques minutes. Le sheriff Forbes refuse ce plan, trop risqué à son goût. John la neutralise afin qu'elle n'empêche pas son équipe de policiers d'intervenir. De leur côté, les vampires échappés de la crypte préparent leur vengeance. 
Au Mystic Grill, Jeremy renvoie de nouveau balader Elena. Damon, qui a assisté à la scène, tente de le remettre à sa place, mais Stefan intervient et lui explique, d'un ton plus diplomate, qu'il ne doit pas en vouloir uniquement à Elena pour la mort de Vicky. Les deux frères sont également impliqués : Damon a transformé Vicky, Stefan l'a tuée et Damon a ensuite effacé la mémoire de Jeremy. 
Le soir de la fête, Anna prévient Damon de l'assaut imminent de ses congénères, qui doit se produire pendant le feu d'artifice. Damon, qui pense toujours que l'invention de John ne fonctionnera pas, prévient à son tour Stefan et Elena et demande de l'aide à Alaric pour contrer l'attaque des vampires. Au Mystic Grill, le maire Lockwood demande à Tyler de rentrer à la maison et d'emmener avec lui Matt et Caroline. John met en route l'invention et tous les vampires se tordent aussitôt de douleur, comme pris par un étrange mal de tête. Dès qu'ils en repèrent un, les agents de police l'immobilisent avec une seringue de veine de Vénus.  Ils sont regroupés dans un sous-sol auquel John prévoit de mettre le feu, comme par le passé. Stefan est sauvé de justesse par Alaric mais Damon n'a pas cette chance : John lui injecte de la veine de Vénus et le transporte au sous-sol avec les autres. Il en profite pour tuer Anna et incendie le local. 
Etrangement, Tyler et son père ressentent eux aussi les effets de l'invention alors qu'ils ne sont pas des vampires. Tyler perd le contrôle de la voiture qu'il conduisait, avec Matt et Caroline à son bord, et tous trois ont un accident. Quant au maire Lockwood, il est enfermé lui aussi au sous-sol et se fait tuer par l'un des vampires. Juste avant de mourir, il apprend la véritable identité de Damon. 
Alors qu'il tente de l'empêcher de sauver Damon, Elena dit à John qu'elle sait qu'il est son vrai père, ce qui le déstabilise.  
Stefan et Elena se précipitent vers le bâtiment incendié pour sauver Damon. Bonnie essaie en vain de les empêcher d'entrer, alors elle jette un sort pour contenir les flammes, et Stefan parvient à sauver Damon in extremis. 
Peu après, au Mystic Grill, avant de rentrer chez elle, Elena rassure Stefan en lui disant que c'est lui qu'elle aime et qu'il n'a pas à s'inquiéter de son amitié avec Damon. Pendant ce temps, Damon va voir Jeremy et lui annonce qu'Anna est morte. Il lui propose de lui effacer à nouveau la mémoire pour lui épargner une seconde fois la douleur, mais Jeremy refuse. Il a un autre plan en tête : il boit la fiole de sang d'Anna et vide une boîte de cachets pour se suicider, dans l'espoir de devenir un vampire et de pouvoir faire abstraction de ses souffrances en niant sa part d'humanité, comme l'ont fait Damon et Anna par le passé. 
En sortant de la maison des Gilbert, Damon croise Elena, sa robe du défilé à la main. Il la remercie pour avoir pensé qu'il valait la peine d'être sauvé. Il l'embrasse doucement sur la joue, puis sur la bouche. Jenna ouvre la porte, surprend la scène et ordonne à Elena de rentrer. 
Bonnie prévient Stefan que Damon va devoir changer. Dans le cas contraire, elle n'hésitera pas à les tuer tous les deux. A l'hôpital, le sheriff Forbes annonce à Tyler et à Matt qu'à la suite de l'accident de voiture, Caroline a fait une hémorragie interne et doit être opérée en urgence. Elle informe également Tyler que son père est mort. 
Elena croise John dans la cuisine. Il décide alors de tout lui raconter concernant sa naissance et la raison pour laquelle il déteste les vampires. Soudain, Elena s'empare d'un couteau, coupe les doigts de la main de John qui portait la chevalière magique et le poignarde. Avant de s'écrouler, John comprend alors que ce n'est pas Elena qui est devant lui... Mais Katherine. C'est également elle que Damon a embrassée sans le savoir ! 
La véritable Elena rentre enfin chez elle, en pleine conversation téléphonique avec Stefan, à qui elle dit qu'elle pense que quelqu'un lui a volé ses affaires. Elle appelle Jeremy, puis entend du bruit dans la cuisine...